# 홈 네이션스

영국을 구성하는 홈 네이션스의 지도. 상아색: 잉글랜드, 연보라색: 북아일랜드, 살구색: 스코틀랜드, 분홍색: 웨일스.

홈 네이션스(영어: Home Nations)는 영국을 구성하는 4개의 지역인 잉글랜드, 스코틀랜드, 웨일스, 북아일랜드를 가리키는 말이다. 홈 컨트리스(Home Countries)로 불리기도 한다.

## 역사
영국을 이루는 네 개의 홈 네이션스는 각각 독립된 왕국이었으나 합병에 의해 지금의 영국을 이루게 되었다. 다음은 영국의 홈 네이션스와 관련한 간략한 역사이다.
- 12세기 무렵 웨일스가 잉글랜드 왕국의 행정구역으로 통합되었다.
- 1707년 연합법으로 잉글랜드 왕국과 스코틀랜드 왕국이 합병되어 그레이트브리튼 왕국이 되었다.
- 1801년 연합법으로 아일랜드 왕국이 편입되어 그레이트브리튼 아일랜드 연합 왕국이 되었다.
- 1922년 아일랜드 독립 전쟁으로 아일랜드가 독립하여 북아일랜드만이 왕국에 잔류하였다. 이로 인해 왕국의 이름은 그레이트브리튼 북아일랜드 연합 왕국으로 변경되어 오늘날까지 이어지고 있다.

## 특징
- 영국 정부와 의회의 소재지(런던)인 잉글랜드는 자치정부 설립 요구가 정부와 의회에서 거부되어 유일하게 직할 통치되고 있다.

- 북아일랜드는 유일하게 타국과 육상에서 국경을 맞닿고 있으며, 그레이트브리튼섬이 아닌 바다 건너 아일랜드섬에 위치하고 있다.

## 같이 보기
- 영국의 구성국